# Maganutu (Ort)
Maganutu ist ein osttimoresischer Ort im Suco Ritabou (Verwaltungsamt Maliana, Gemeinde Bobonaro). Er liegt im Süden der Aldeia Maganutu, auf einer Meereshöhe von 922 m. Östlich befindet sich der Ort Lonbia und südwestlich die Siedlung Leotaek und das Dorf Nunutana.
Im Norden steigt die Steilwand des Berges Leolaco an.